# Nymphon stroemi
Nymphon stroemi is een zeespin uit de familie Nymphonidae. De soort behoort tot het geslacht Nymphon. Nymphon stroemi werd in 1844 voor het eerst wetenschappelijk beschreven door Henrik Nikolai Krøyer. 